# Vòng loại Giải vô địch bóng đá nữ U-20 thế giới khu vực châu Phi 2014
Vòng loại Giải vô địch bóng đá nữ U-20 thế giới khu vực châu Phi 2014 diễn ra từ tháng 9 năm 2013 đến 24 tháng 1 năm 2014. Hai đội tuyển Nigeria và Ghana là hai đại diện cho khu vực châu Phi tham dự Giải vô địch bóng đá nữ U-20 thế giới 2014.

## Vòng sơ loại
| Đội 1     | TTS  | Đội 2  | Lượt đi | Lượt về |
| --------- | ---- | ------ | ------- | ------- |
| Nam Sudan | 0–22 | Uganda | 0–9     | 0–13    |

## Vòng một
Nigeria ban đầu được xếp cặp với Burkina Faso, tuy nhiên sau khi Burkina Faso bỏ cuộc, họ gặp Sierra Leone.
| Đội 1       | TTS  | Đội 2           | Lượt đi | Lượt về |
| ----------- | ---- | --------------- | ------- | ------- |
| Nigeria     | 16–0 | Sierra Leone    | 10–0    | 6–0     |
| Maroc       | 1–8  | Tunisia         | 0–4     | 1–4     |
| Tanzania    | 15–1 | Mozambique      | 10–0    | 5–1     |
| Botswana    | 2–7  | Nam Phi         | 2–5     | 0–2     |
| Namibia     | 0–3  | Zambia          | 0–1     | 0–2     |
| Bờ Biển Ngà | 2–6  | Guinea Xích Đạo | 0–4     | 2–2     |
| Ai Cập      | w/o1 | Uganda          | —       | —       |
| Ghana       | w/o2 | Guiné-Bissau    | —       | —       |

- 1 – Ai Cập bỏ cuộc trước lượt đi. Uganda đi tiếp.[6]
- 2 – Guiné-Bissau bỏ cuộc trước lượt đi. Ghana đi tiếp.[7]

## Vòng hai
Diễn ra từ ngày 6 đến 20 tháng 12 năm 2013.
| Đội 1    | TTS  | Đội 2           | Lượt đi | Lượt về |
| -------- | ---- | --------------- | ------- | ------- |
| Nigeria  | 8–0  | Tunisia         | 4–0     | 4–0     |
| Tanzania | 1–9  | Nam Phi         | 1–4     | 0–5     |
| Zambia   | 0–6  | Guinea Xích Đạo | 0–2     | 0–4     |
| Uganda   | w/o1 | Ghana           | —       | —       |

- 1 – Ai Cập bỏ cuộc trước lượt đi. Uganda đi tiếp.[8]

## Vòng ba
Diễn ra từ ngày 10 tới 24 tháng 1 năm 2014.
| Đội 1           | TTS          | Đội 2   | Lượt đi | Lượt về |
| --------------- | ------------ | ------- | ------- | ------- |
| Nigeria         | 7–0          | Nam Phi | 6–0     | 1–0     |
| Guinea Xích Đạo | 1–1 ((3–4 p) | Ghana   | 1–0     | 0–1     |

## Các đội vượt qua vòng loại
| Đội     | Ngày vượt qua       | Số lần tham dự World Cup U-20          |
| ------- | ------------------- | -------------------------------------- |
| Ghana   | 24 tháng 1 năm 2014 | 2 (2010, 2012)                         |
| Nigeria | 24 tháng 1 năm 2014 | 6 (2002, 2004, 2006, 2008, 2010, 2012) |